# ボブ・カーライル
ボブ・カーライル（Bob Carlisle、1956年 - ）はアメリカ合衆国カリフォルニア州ロサンゼルス出身の歌手。主にクリスチャン・ミュージックを歌う。7歳の誕生日に父にギターを買って貰ったことをきっかけにギターを始めた。CCMバンド「ALLIES」でヴォーカルを務めた後、1993年「Bob Carlisle」でソロデビューを果たす。1997年、「Butterfly Kisses(Shade of Grace)」でビルボードチャート一位を獲得し有名になる。

## ディスコグラフィ
- Bob Carlisle - 1993年
- The Hope of a Man - 1993年
- Shades of Grace（後に Butterfly Kisses (Shades of Grace)に改題） - 1997年
- Stories from the Heart - 1998年
- Butterfly Kisses & Bedtime Prayers - 1998年
- Nothing But The Truth (La Verdad) - 2000年
- The Best of Bob Carlisle: Butterfly Kisses & Other Stories - 2002年
- Keep The Light On - 2006年（シングル）